# Ülker Sports Arena
El Complejo Deportivo Internacional Ülker Sports Arena de Fenerbahçe (en turco, Fenerbahçe Ülker Spor ve Etkinlik Salonu) es un pabellón interior multideportivo que está localizado en Ataşehir, Estambul, Turquía. El recinto es propiedad del club Fenerbahçe, que se ocupa de su organización y gestión. El pabellón tiene capacidad para 15 000 personas cuando se celebran conciertos y para 13.059 en partidos de baloncesto y ha sido sede de acontecimientos deportivos nacionales e internacionales de baloncesto, voleibol, wrestling y halterofilia, así como conciertos y congresos.

## Estructura y características
El pabellón tiene un área de aproximadamente 55 000 metros cuadrados y es uno de los pabellones de deportes más importantes de la ciudad de Estambul. El recinto dispone de cafeterías y restaurantes. También tiene 6 vestidores grandes, 5 vestidores adicionales pequeños, 44 salas lounge, salas vip y un pabellón pequeño con capacidad para 2500 personas, que puede ser utilizado para formación y entrenamiento. Incluyendo el lounge y las salas vip, la capacidad puede ser de hasta 13 800 personas para acontecimientos deportivos.

## Asistencia en EuroLeague
Esta es una lista de la asistencia en EuroLeague del Fenerbahçe actuando como local.
| Temporada | Total   | Alta   | Baja   | Media  |
| --------- | ------- | ------ | ------ | ------ |
| 2011-12   | 35 978  | 12 191 | 11 870 | 11 993 |
| 2012-13   | 85 303  | 12 100 | 1 800  | 7 109  |
| 2013-14   | 137 753 | 12 968 | 3 230  | 11 313 |
| 2014-15   | 164 449 | 13 013 | 8 559  | 11 746 |
| 2015-16   | 142 264 | 12 886 | 7 043  | 10 162 |
| 2016-17   | 179 510 | 12 973 | 7 043  | 11 219 |
| 2017-18   | 196 620 | 12 987 | 9 812  | 11 566 |
| 2018-19   | 182 529 | 12 821 | 7 380  | 10 737 |
| 2019-20   | 138 061 | 12 705 | 7 315  | 9 862  |
| 2021-22   | 77 640  | 12 133 | 1 892  | 5 545  |
| 2022-23   | 199 051 | 15 760 | 7 732  | 10 476 |